# Ballady (album Andrzeja i Jerzego Rybińskich)
Ballady – album kompilacyjny Andrzeja i Jerzego Rybińskich zawierający ich największe przeboje, wydany w 1995 roku.

## Opis
Na płycie znajdują się największe przeboje braci Rybińskich nagrane w nowych wersjach w latach 90., takie jak m.in.: Nie liczę godzin i lat, Pocieszanka, Deszcz w obcym mieście, Już zapominam cię.

## Lista utworów
1. „Od jutra już” (muz. A. Rybiński, sł. M. Wojtaszewska) – (03:49)
2. „Nie liczę godzin i lat” (muz. A. Rybiński, sł. M. Dagnan) – (03:20)
3. „Mogłaś Małgoś” (muz. A. Rybiński, sł. M. Wojtaszewska) – (03:04)
4. „Tak mnie zostawić” (muz. A. Rybiński, sł. M. Wojtaszewska) – (03:11)
5. „Pocieszanka” (muz. A. Rybiński, sł. M. Dagnan) – (03:28)
6. „Życie z klocków Lego” (muz. A. Rybiński, sł. A. Kuryło) – (03:01)
7. „Jestem nietutejszy” (muz. A. Rybiński, sł. M. Dagnan) – (03:31)
8. „Wolny Paweł” (muz. A. Rybiński, sł. P. Wohl) – (03:57)
9. „Pytania do księżyca” (muz. A. Rybiński, sł. M. Dagnan) – (03:26)
10. „To nie byłem ja” (muz. A. Rybiński, sł. M. Dagnan) – (03:10)
11. „Zima tuż” (muz. A. Rybiński, sł. A. Kuryło) – (03:08)
12. „Już zapominam cię” (muz. J. Rybiński, sł. A. Kuryło) – (03:07)
13. „A Beatrycze jest” (muz. J. Rybiński, sł. A. Bach) – (03:21)
14. „Dzień jak ze snu” (muz. J. Rybiński, sł. A. Kuryło) – (02:43)
15. „Z wizytą u przyjaciela” (muz. J. Rybiński, sł. A. Kuryło) – (03:01)
16. „Rudy jesień” (muz. J. Rybiński, sł. A. Mogielnicki) – (03:45)
17. „Deszcz w obcym mieście” (muz. J. Rybiński, sł. M. Maliszewska) – (02:57)
18. „W hotelu jak w hotelu” (muz. J. Rybiński, sł. A. Kuryło) – (02:40)
19. „Zapomnij mnie” (muz. J. Rybiński, sł. A. Kuryło) – (03:11)[2]

## Reedycja
1. „Nie liczę godzin i lat” (muz. A. Rybiński, sł. M. Dagnan) – (03:20)
2. „Od jutra już” (muz. A. Rybiński, sł. M. Wojtaszewska) – (03:49)
3. „Życie z klocków Lego” (muz. A. Rybiński, sł. A. Kuryło) – (03:02)
4. „Wolny Paweł” (muz. A. Rybiński, sł. P. Wohl) – (03:57)
5. „Jestem nietutejszy” (muz. A. Rybiński, sł. M. Dagnan) – (03:30)
6. „Pytania do księżyca” (muz. A. Rybiński, sł. M. Dagnan) – (03:36)
7. „Mogłaś Małgoś” (muz. A. Rybiński, sł. M. Wojtaszewska) – (03:03)
8. „Tak mnie zostawić” (muz. A. Rybiński, sł. M. Wojtaszewska) – (03:12)
9. „Pocieszanka” (muz. A. Rybiński, sł. M. Dagnan) – (03:29)
10. „To nie byłem ja” (muz. A. Rybiński, sł. M. Dagnan) – (03:10)
11. „Zima tuż” (muz. A. Rybiński, sł. A. Kuryło) – (03:08)
12. „Deszcz w obcym mieście” (muz. J. Rybiński, sł. M. Maliszewska) – (03:00)
13. „Już zapominam cię” (muz. J. Rybiński, sł. A. Kuryło) – (03:07)
14. „W hotelu jak w hotelu” (muz. J. Rybiński, sł. A. Kuryło) – (02:40)
15. „Zapomnij mnie, zapomnij już” (muz. J. Rybiński, sł. A. Kuryło) – (03:14)
16. „A Beatrycze jest” (muz. J. Rybiński, sł. A. Bach) – (03:21)
17. „Dzień jak ze snu” (muz. J. Rybiński, sł. A. Kuryło) – (02:42)
18. „Rudy jesień” (muz. J. Rybiński, sł. A. Mogielnicki) – (03:45)
19. „Z wizytą u przyjaciela” (muz. J. Rybiński, sł. A. Kuryło) – (03:01)[4]